# Gare de Fos-sur-Mer
Gare de Fos-sur-Mer vasútállomás Franciaországban, Fos-sur-Mer településen.

## Vasútvonalak
Az állomást az alábbi vasútvonalak érintik:
- Ligne de la Côte Bleue

## Kapcsolódó állomások
A vasútállomáshoz az alábbi állomások vannak a legközelebb:
- Gare de Port-de-Bouc
- Gare de Rassuen